# 大倉精一
大倉 精一（おおくら せいいち、1905年（明治38年）12月15日 - 1974年（昭和49年）8月14日）は、日本の労働運動家、政治家。参議院議員。

## 経歴
三重県、現在の桑名市で生まれる。1931年、早稲田大学商学部を卒業した。名古屋運搬合資会社に入社後、1941年、会社統合により日本通運に移籍した。
戦後、全日通労働組合（全日通）中部地区書記長、同中央執行委員長、全交通副議長、中央労働基準委員、中央職業安定委員などを務めた。
1953年4月、第3回参議院議員通常選挙に全国区から社会党左派所属で出馬して当選したが、栃木県佐野市の投票所で候補者平林剛の所属政党名の誤記があったことにより、1954年9月24日、最高裁判所の上告審判決により佐野市での選挙が無効となり、大倉を含めた6名が失格した。そのため、1954年10月17日、佐野市で再選挙が行われ、改めて当選が確定した。その後、第5回、第7回通常選挙でも当選し、参議院議員を連続三期務めた。この間、アジアオリンピック組織委員、東京オリンピック組織委員、参議院運輸委員長、同災害対策特別委員長、日本社会党院内役員、同綱紀粛正特別委員会副委員長、同財務副委員長、同政策審議会運輸部長、同港湾対策特別委員長、同愛知県本部委員長などを務めた。
1971年、日通事件で検挙され、第一審で有罪判決を受けて社会党を離党し、控訴して争ったが、二審の審理途中で死去した。